# Nicrophorus argutor
Nicrophorus argutor är en skalbaggsart som beskrevs av Jakovlev 1890. Nicrophorus argutor ingår i släktet Nicrophorus och familjen asbaggar. Inga underarter finns listade i Catalogue of Life.